# Danuta Kisiel
Danuta Kisiel-Drzewińska (ur. 3 czerwca 1946 w Gdyni) – polska aktorka teatralna i filmowa, mim, tancerka.

## Życiorys
Wychowała się w gdańskiej Oliwie, skąd wraz z mężem Zbigniewem Papisem przeprowadziła się do Warszawy. W latach 1966–1969 występował jako tancerka na deskach Opery Poznańskiej, w tym mieście ukończyła też Państwową Szkołę Baletową. Następnie przeniosła się do Wrocławia, gdzie występowała najpierw jako mim we Wrocławskim Teatrze Pantomimy (1969-1978), a następnie w tamtejszym Teatrze Polskim (1979-1982). W kolejnych latach grała w stołecznym Teatrze Studio (1982-1984). Wystąpiła także w dwóch spektaklach Teatru Telewizji.
W 1973 roku otrzymała Nagrodę Towarzystwa Miłośników Wrocławia za najwybitniejsze kreacje aktorskie w roku 1972 za rolę Cesarzowej Filissy w spektaklu "Menażeria cesarzowej Filissy" we Wrocławskim Teatrze Pantomimy (scenariusz, reżyseria, choreografia: Henryk Tomaszewski).

## Filmografia
- Krótka podróż (1976) - Danusia
- Pałac (1980) - jaśnie pani
- Spokojne lata (1981) - Jasna
- Miłość z listy przebojów (1984) - Lucyna Drożdż-Crabs, była gwiazda "teatrzyku"
- Engagement (1984) - kobieta w wizjach Ewki